# Marl
Ne doit pas être confondu avec Marl (Basse-Saxe).
Marl est une ville allemande qui se trouve dans le district de Münster et l'arrondissement de Recklinghausen, au sein du land de Rhénanie-du-Nord-Westphalie.

## Histoire
| Appartenances historiques Électorat de Cologne 1228-1803 Duché d'Arenberg-Meppen 1803-1810 Grand-duché de Berg 1810-1813 Royaume de Prusse (Province de Westphalie) 1815-1918 République de Weimar 1918-1933 Reich allemand 1933-1945 Allemagne occupée 1945-1949 Allemagne depuis 1949 |

## Population
| Année | Habitants |
| ----- | --------- |
| 1600  | 800       |
| 1875  | 1 883     |
| 1900  | 2 199     |
| 1910  | 5 571     |
| 1919  | 12 130    |
| 1925  | 16 018    |
| 1933  | 31 619    |
| 1939  | 35 288    |
| 1945  | 42 603    |
| 1946  | 44 043    |
| 1950  | 51 192    |
| 1956  | 64 228    |
| 1961  | 71 508    |
| 1965  | 76 674    |

| Année | Habitants |
| ----- | --------- |
| 1970  | 77 182    |
| 1975  | 91 930    |
| 1980  | 89 082    |
| 1985  | 87 449    |
| 1987  | 89 063    |
| 1990  | 91 467    |
| 1995  | 92 965    |
| 2000  | 93 256    |
| 2005  | 90 944    |
| 2010  | 87 557    |
| 2012  | 84 055    |
| 2016  | 83 737    |
| 2019  | 87 240    |

## Bourmestres
| Période | Période  | Identité             | Étiquette | Qualité |
| ------- | -------- | -------------------- | --------- | ------- |
| 1946    | 1965     | Rudolf-Ernst Heiland | SPD       |         |
| 1965    | 1974     | Ernst Immel          | SPD       |         |
| 1975    | 1984     | Günther Eckerland    | SPD       |         |
| 1984    | 1995     | Lothar Hentschel     | SPD       |         |
| 1995    | 1999     | Ortlieb Fliedner     | SPD       |         |
| 1999    | 2009     | Uta Heinrich         | CDU       |         |
| 2009    | En cours | Werner Arndt         | SPD       |         |

## Culture et patrimoine
La ville abrite le Skulpturenmuseum Glaskasten, musée de sculptures.

## Économie
Marl possède un très important complexe chimique, le Parc chimique de Marl (10 000 emplois), qui résulte de la réorganisation, en 1998, de l'usine chimique Hüls, créée en 1938 pour produire du caoutchouc synthétique, sous le nom de Chemische Werke Hüls.

## Jumelages
La ville de Marl est jumelée avec :
- Creil (France) depuis 1975
- Pendle (Royaume-Uni) depuis 1975
- Herzliya (Israël) depuis 1981
- Bitterfeld-Wolfen (Allemagne)
- Zalaegerszeg (Hongrie) depuis 1999
- Kuşadası (Turquie) depuis le 9 juin 2000[2]

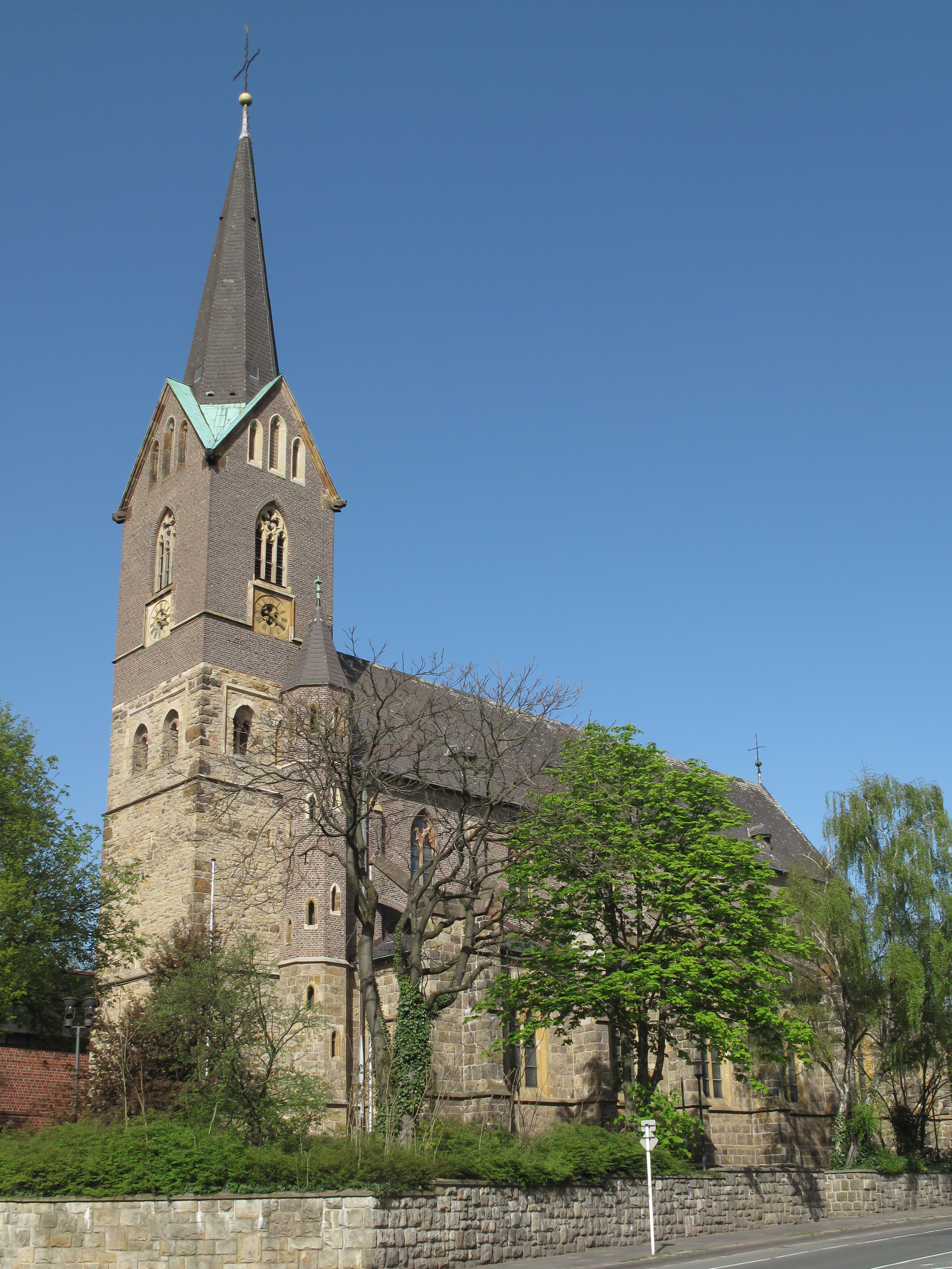
Église Saint-Georges.
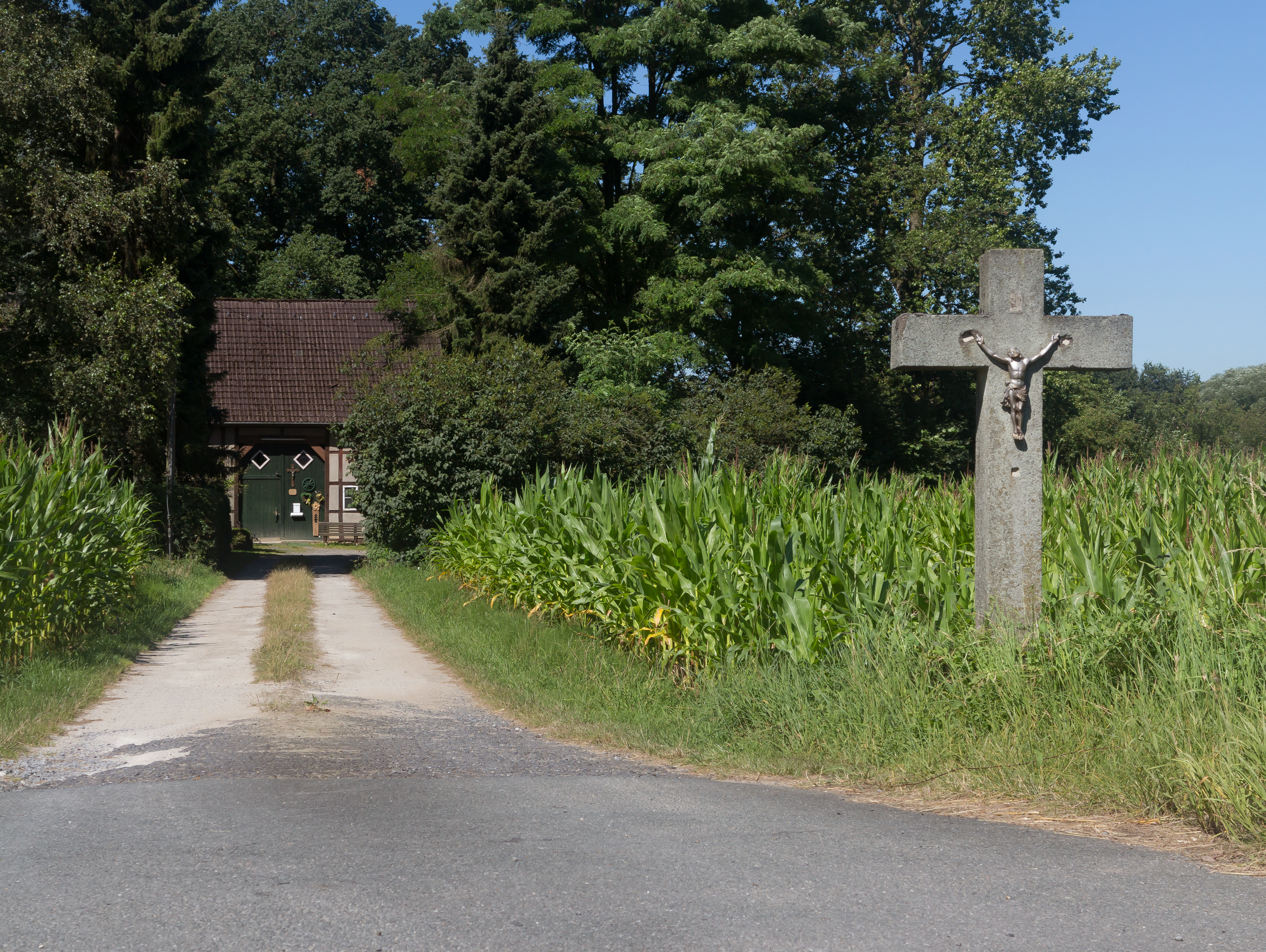
Marl, croix sur la rue (Hertener Strasse).

## Personnalités liées à la commune
- Serap Güller, députée au Bundestag, est née dans cette commune en 1980.
- Niklas Nienass, député européen, y est né en 1992.